# BMP-3
Sovětské, resp. ruské bojové vozidlo pěchoty BMP-3 bylo vyvinuto v osmdesátých letech 20. století na podkladě zkušeností se svými předchůdci BMP-1 a BMP-2. Vyznačuje se novým pancéřováním, věží, výzbrojí i moderními technickými prvky. Vozidlo má automatický obranný systém vyhledávání a ničení protitankových řízených střel, je možno ho vybavit reaktivním pancéřováním. Stejně jako předchůdci je i tento stroj obojživelný a může se ve vodě pohybovat rychlostí 10 km/h.

## Verze
- BMP-3 – základní verze
- BMP-3F – vozidlo pro námořní pěchotu
- BMP-3K – velitelské vozidlo
- BRM-3 Rys – průzkumná verze BMP-3
- BREM-L – obrněné vyprošťovací vozidlo na bázi BMP-3
- BMP-3V – verze s reaktivním pancířem
- BMP-3 Kornet-E – raketový stíhač tanků na bázi 9K135 Kornet
- BMP-3 Krizantema – stíhač tanků s PTŘS 9K123 Chrizantema

## Uživatelé

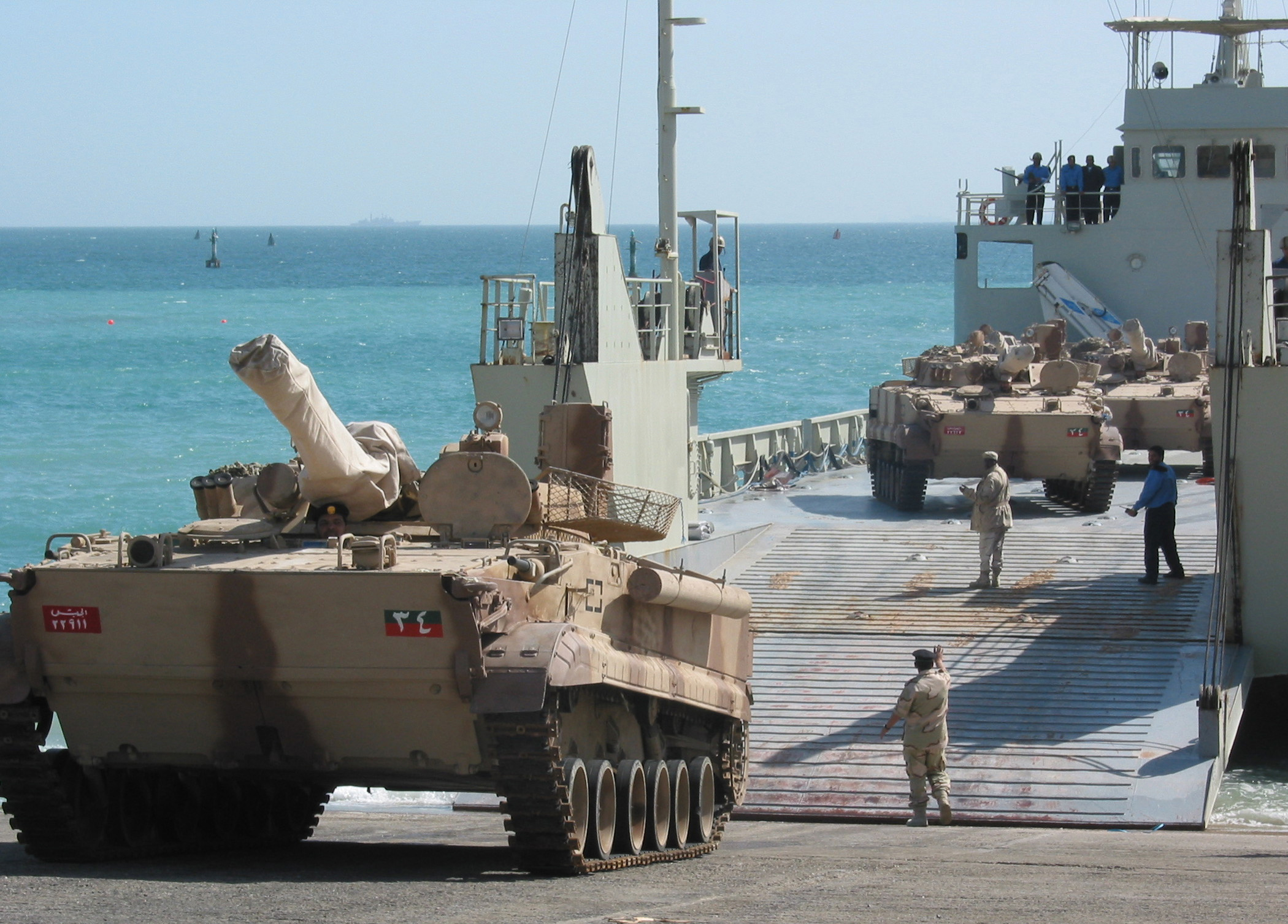
BMP-3 ve Spojených arabských emirátech

Bývalí
- Sovětský svaz

Současní
- Ázerbájdžán
- Indonésie
- Jižní Korea
- Kazachstán
- Kuvajt
- Kypr
- Rusko
- Spojené arabské emiráty
- Turkmenistán
- Ukrajina
- Venezuela